# Эрвьё, Поль
Поль Эрвьё (фр. Paul Hervieu, 1857—1915) — французский романист и драматург, популярный во времена т. н. «бель эпок».

## Биография
Занимался адвокатурой (с конца 70-х годов), затем пробовал приняться за дипломатическую карьеру; рано выступил на литературном поприще, сначала в качестве автора небольших рассказов и романиста, потом — как драматург.
В 1883 году знакомится с Октавом Мирбо, сотрудничает в его сатирическом еженедельнике «Гримасы» и долгие годы пребывает конфидентом «величайшего из современных французских писателей, наилучшим образом выражающего дух Франции этого столетия» (Лев Толстой).

## Творчество
Пьесами «Тиски» (1895) и «Права мужа» (1897) и отчасти романом «Как они сами себя изображают» (1893) достиг широкой популярности; в 1900 г. избран в члены Французской Академии.
Первые его вещи:
- «Diogene le chien» (сатирическое произведение)
- «Betise parisienne» (ряд этюдов, изображающих «торжество глупости» в современной парижской жизни)
- «Les yeux verts et les yeux bleus» (рассказы с примесью фантастического элемента)

Более важное значение имеют три романа, обрисовывающие жизнь парижского общества, с её смешными или отталкивающими явлениями:
- «Flirt» — обличается пустота, бездушность и легкомыслие светского общества, в частности женщин)
- «Как они сами себя изображают» (фр. «Peints par eux-mêmes», 1893) — замечательный по форме и общему колориту роман, в котором воззрения автора не выступают открыто, и герои как бы сами себя рекомендуют в своих откровенных письмах, перенося нас в атмосферу суетности, фальши, беспринципности, алчности и т. п.
- «L’armature» — изображена сила денег, как главной пружины современного общества)

### Драматургия

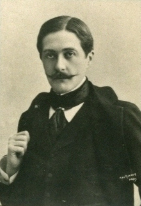
Поль Эрвьё, 1900

- «Что написано пером»[фр.] (фр. «Les paroles restent», 1892, Театр «Водевиль»[фр.]: Марта Брандес[фр.] — Режин де Вель), направлена против склонности к злословию, пересудам, иногда губящим ни в чём не повинных людей.
- «Тиски»[фр.] (фр. «Les Tenailles», 1895, Комеди Франсэз: Лё Баржи — Мишель Давернье, Рафаэль Дюфло[англ.] — Робер Ферган, Марта Брандес[фр.] — Ирен Ферган) и «Права мужа»[фр.] (фр. «La Loi de l'homme», 1897, Комеди Франсэз: Лё Баржи — Граф дё Рагэ, Барте[фр.] — Лаура дё Рагэ) отстаивают права женщины, отмечают суровость и неудовлетворительность регулирующих их законов; в этих пьесах Эрвьё является тенденциозным драматургом, ведущим борьбу с предрассудками и устарелыми взглядами.
- «Бег с факелом»[фр.], (фр. «La course au flambeau», 1901, Театр «Водевиль»[фр.]: Режан — Сабина Ревель) — затронуты взаимные отношения отцов и детей, самопожертвование родителей, далеко не всегда оцениваемое детьми, желающими, прежде всего, идти своей дорогой и думающими только о своих интересах.
- «Головоломка»[фр.] (фр. «L’enigme», 1901, Комеди Франсез: Эжен Сильвен[фр.] — Раймон Гуржиран, Поль Муне — Жерар де Гуржиран, Лё Баржи — Маркиз де Нест), многие сцены которой производят сильное, захватывающее впечатление, относится к психологическому жанру: автор весьма искусно развивает и приводит к развязке запутанную интригу, затрагивая область адюльтера, ревности, мучительных подозрений.
- «Теруань де Мерикур»[фр.] (фр. «Theroigne de Mericourt», 1902, Театр Сары Бернар, в заглавной роли — Сара Бернар) — попытка перейти в чуждую ему сферу исторической драмы; в пьесе есть эффектные сцены, личность героини прекрасно обрисована.

«Несчастная Теруань, дошедшая под влиянием событий до умоисступления и вообразившая себя главной инициаторшей октябрьских дней и даже переворота 10-го августа, нашла своего биографа, который выставил на свет рампы её трагикомическую фигуру. Известный драматург… изобразил её искренней энтузиасткой, воплощающей в себе идеи патриотизма и республики, умственная неуравновешенность которой далеко не выделялась особенно рельефно в том общенародном душевном смятении, которое одинаково проявилось как в тюильрийских неистовствах вечером 9-го августа, так и в безобразной и дикой расправе парижских вязальщиц с этой несчастной сторонницей жирондистов».

За роли в пьесах Эрвьё бились самые выдающиеся мастера сцены французской «прекрасной эпохи»: Режан, Сара Бернар, Барте, Лё Баржи, Люсьен Гитри, Поль Муне…
Многие его произведения, в том числе почти все пьесы, были в начале XX века переведены на русский.

## Интересные факты
- Жорж Дантес в конце жизни встречался писателю в клубе «Серкль эмпериаль» на Елисейских полях. Широко известно суждение Эрвьё:

«В течение нескольких лет, каждый вечер около шести часов, я видел как по салонам Клуба, куда я приходил читать газеты, проходил похожий на бобыля высокий старец, обладавший великолепной выправкой. Единственное, что я знал про него, так это то, что за шесть десятков лет до того — да, в таком вот дальнем прошлом! — он убил на дуэли Пушкина. Я лицезрел его крепкую наружность, его стариковский шаг… и говорил себе: „Вот тот, кто принёс смерть Пушкину, а Пушкин даровал ему бессмертие, точно также как Эфесский храм — человеку, который его сжёг“».
- Мата Хари в начале артистической карьеры в интервью с Эрвьё запустила легенду о своём индийском происхождении[2].
- Знаменитый хиромант Маффео Пуансо (фр. Maffeo Charles Poinsot, 1872—?…) приводил Эрвьё в качестве характерного обладателя «квадратной руки», — являющейся, по его наблюдениям, «рукой разума, обязанностей и власти»: «Соединение с ногтём заканчивается квадратом с отчётливым очертанием. Это означает устойчивость в характере, любовь к размышлениям, возможно, буржуазные идеи, но в любом случае идеи сформированные, ясные, устоявшиеся». По мнению систематизатора, люди с такой рукой — «хорошие философы, методичные, холодные, вдумчивые, практичные, трезвомыслящие, исполняющие всё по порядку, энергично, любящие справедливость, не склонные к инициативе (наследие заострённых пальцев), но точные, рассудительные, дисциплинированные, логичные, разумные, дедуктивные». Подобными Эрвьё руками обладали: (в литературе:) Буало, Вольтер, Дюма-сын; (в политике:) Людовик XIV, Клемансо; (в искусстве:) Альбрехт Дюрер, Пуссен, Коро, Роден; (в театре:) Фредерик Леметр, Рашель, Аделина Патти, Сара Бернар, Эмма Кальве…[3]…

## Афоризмы
Когда творю, я живу среди невзрачного общества моей драмы и это состояние отчуждает от настоящей жизни, мне нужно время и усилие, чтобы выйти из этого отвлечённого неопределимого состояния.